# Sergej Silkin
Sergej Nikolaevič Silkin (in russo Сергей Николаевич Силкин?, angl. Sergei Nikolayevich Silkin; Ljubercy, 2 marzo 1961) è un allenatore di calcio ed ex calciatore russo, fino al 1992 sovietico, di ruolo difensore.

## Palmarès

### Giocatore

#### Competizioni nazionali
- Coppa dell'Unione Sovietica: 1

Dinamo Mosca: 1984
- Campionato bielorusso: 1

Dinamo Minsk: 1992
- Coppa di Bielorussia: 1

Dinamo Minsk: 1992
- Pervenstvo Futbol'noj Nacional'noj Ligi: 1

Dinamo-Gazovik: 1993